# Communauté de communes Neste Baronnies
Die Communauté de communes Neste Baronnies ist ein ehemaliger französischer Gemeindeverband mit der Rechtsform einer Communauté de communes im Département Hautes-Pyrénées in der Region Okzitanien. Sie wurde am 20. Dezember 1994 gegründet und umfasste 15 Gemeinden. Der Verwaltungssitz befand sich im Ort La Barthe-de-Neste. Der Gemeindeverband war nach dem Fluss Neste sowie der Landschaft der Baronnies benannt.

## Historische Entwicklung
Mit Wirkung vom 1. Januar 2017 fusionierte der Gemeindeverband mit
- Communauté de communes du Plateau de Lannemezan et des Baïses und
- Communauté de communes des Baronnies

und bildete so die Nachfolgeorganisation Communauté de communes du Plateau de Lannemezan.

## Ehemalige Mitgliedsgemeinden
1. Avezac-Prat-Lahitte
2. La Barthe-de-Neste
3. Bazus-Neste
4. Capvern
5. Escala
6. Esparros
7. Gazave
8. Hèches
9. Izaux
10. Labastide
11. Laborde
12. Lortet
13. Mazouau
14. Montoussé
15. Saint-Arroman